# 卡尔·塞茨

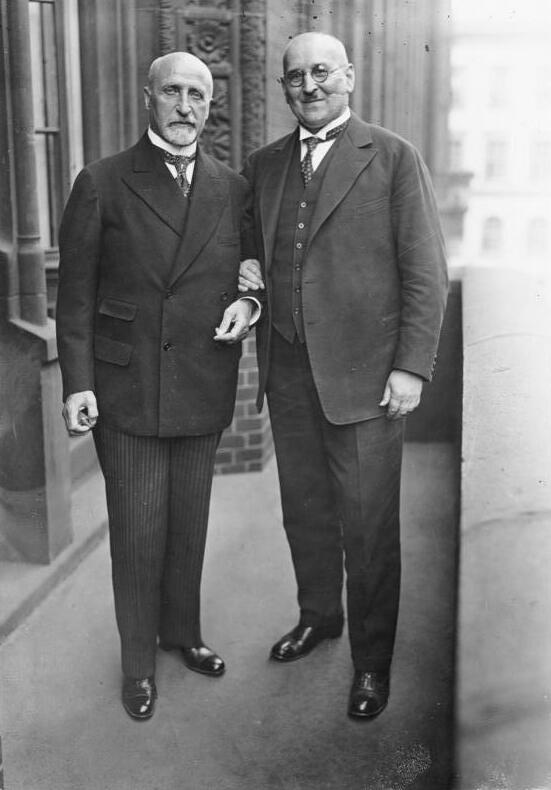
卡尔·塞茨

卡尔·塞茨（Karl Seitz，1869年9月4日—1950年2月3日）是奥地利第一共和国第一任总统（1919年－1920年）。
塞茨生于维也纳，是一个煤炭贸易商的儿子。1875年在他的父亲去世后，他家庭陷入了贫穷，塞茨被送到孤儿院。但他仍然接受到教育和赢得了下奧地利州圣珀尔滕市师范训练学院的奖学金。1888年，他作为一位公立小学老师在维也纳就业，在那时他加入社会民主党，1896年他建立一个社会民主党教师工会，1897年他领导的工会进入下奧地利州教育委员会。1901年和1902年塞茨被选进了皇家委员会和下奧地利州议会。
1914年在第一次世界大战爆发以后，他参加1917年斯德哥尔摩社会主义者代表大会。奥匈帝国瓦解后，1918年11月12日德意志奧地利共和國宣布成立，塞茨擔任臨時總統。1919年塞茨擔任正式總統。同年國名的「德意志奧地利」改為「奧地利」。塞茨担任奥地利第一共和国第一任总统。在1920年10月1日奥地利的明确的宪法实施以后，塞茨無意參加新選舉，在12月9日卸任总统职位。在1923年11月13日，他被选举为维也纳市长，一直担任到1934年。
塞茨經歷了1938年德奧合併和1939年第二次世界大战爆发。1944年他第二次被拘捕，甚至一度被监禁在拉文斯布吕克集中营。当纳粹德国在1945年5月最终崩溃後，塞茨再次返回到维也纳。虽然身体不大健康，塞茨还是担任新成立的奥地利社会党的名誉主席和一名有名无实的国会议员，直到在80岁时去世。
| 前任： 无 | 奥地利总统 1919年－1920年 | 繼任： 迈克尔·海尼施 |